# گونتر زاویتسکی
گونتر زاویتسکی (به آلمانی: Günter Sawitzki) بازیکن فوتبال و دروازه‌بان اهل آلمان است که از سال ۱۹۵۶ میلادی عضو تیم ملی فوتبال آلمان بوده‌است. وی در ۱۰ بازی ملی حضور داشته است و آخرین بازی ملی خود را در سال ۱۹۶۳ میلادی انجام داد. گونتر زاویتسکی در بازی‌های ملی‌اش گلی به ثمر نرساند.